# Auguste Voigt
Auguste Voigt, né le 18 janvier 1828 à Gevrey-Chambertin et mort le 12 mars 1909 à Saint-Loup-Géanges, est un professeur et un astronome français.

## Biographie
Auguste Voigt naît le 18 janvier 1828 à Gevrey-Chambertin où son père est négociant en vin. Son père étant mort prématurément des suites d'un accident, il est élevé par sa mère.
Après avoir fréquenté l'Ecole Normale Supérieure, il travaille comme enseignant pendant quelques années.
Son intérêt pour l'astronomie attire l'attention d'Urbain Le Verrier, directeur de l'Observatoire de Paris. Il engage Voigt comme assistant en octobre 1863 et l'envoie à l'ancien Observatoire de Marseille pour remplacer Charles Simon comme directeur.
Sous la direction de Voigt, le nouveau réflecteur de 80 cm est mis en service à Marseille en novembre 1864 par Léon Foucault.
En 1865, il se dispute avec Le Verrier, Auguste Voigt est licencié et remplacé par Édouard Stephan.
Souffrant d'une pneumonie, Auguste Voigt meurt le 12 mars 1909 à Géanges.

## Découvertes
Ses observations de dix galaxies (alors appelées « nébuleuses » à cette époque), sont documentées entre mars et août 1865. Huit objets avec un identifiant NGC ou IC peuvent être clairement être attribués à Voigt en tant que découvreur :
- NGC 4255 (une galaxie lenticulaire)
- NGC 6364 (une galaxie lenticulaire)
- NGC 6675 (une galaxie spirale)
- NGC 6759 (une galaxie spirale)
- NGC 7242 (une galaxie elliptique)
- IC 3136 (une galaxie spirale barrée)
- IC 3155 (une galaxie lenticulaire)
- IC 3268 (une galaxie spirale)

Les galaxies NGC 5619 et NGC 6921, qu'il a également décrites, avaient déjà été découvertes par d'autres astronomes.